# Felaga
Felaga is een Ethiopisch stuwmeer in Atsbi Wenberta, een woreda (regio) van Tigray. De aarden dam werd gebouwd in 1996 door SAERT.

## Eigenschappen van de dam
- Hoogte: 11,9 meter
- Lengte: 115 meter
- Breedte van de overloop: 15 meter

## Capaciteit
- Oorspronkelijke capaciteit: 900000 m³
- Ruimte voor sedimentopslag: 115 000 m³
- Oppervlakte: 21,53 hectare

## Irrigatie
- Gepland irrigatiegebied: 75 hectare
- Effectief irrigatiegebied in 2002: 40 hectare

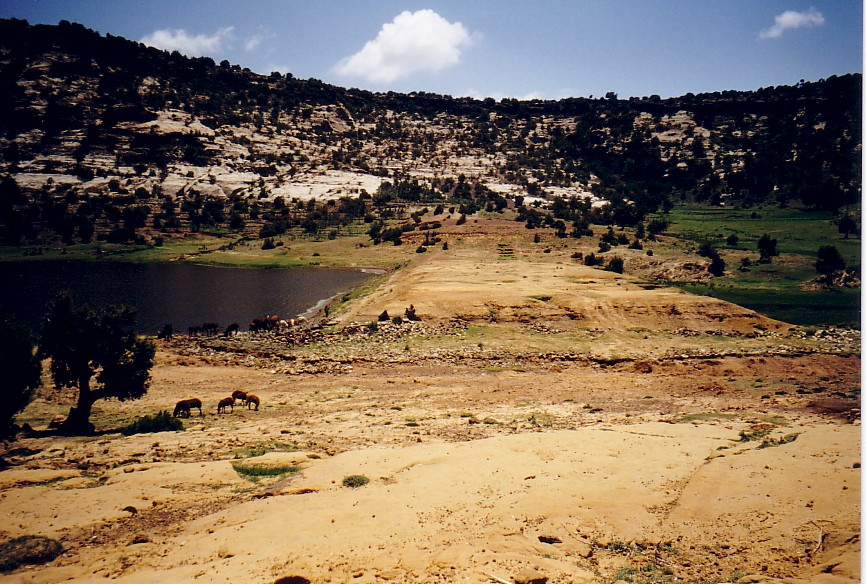

## Omgeving
Het stroomgebied van het reservoir is 8,16 km² groot. Het reservoir ondergaat snelle sedimentafzetting.  De gesteenten in het bekken zijn Zandsteen van Enticho en precambrisch gesteente. Een deel van het water gaat verloren door insijpeling; een positief neveneffect hiervan is dat dit bijdraagt tot het grondwaterpeil.